# Alberfeldkogel
Der Alberfeldkogel ist ein 1707 m ü. A. hoher Berg im Höllengebirge in Oberösterreich, etwas mehr als einen Kilometer westlich des Feuerkogels. Vom Gipfel hat man einen guten Ausblick auf die Seen des Salzkammerguts und das vergletscherte Dachsteinmassiv.

## Europakreuz
Als Europakreuz wird das am 23. Juni 2006 eingeweihte Gipfelkreuz bezeichnet. Es wurde damit zur Zeit des EU-Rats-Vorsitzes Österreichs (1. Jänner bis 30. Juni 2006) errichtet. Das 5 m hohe Kreuz ist aus einzelnen Würfeln zusammengebaut. Jeder symbolisiert einen EU-Mitgliedstaat und hat die gleiche Form und Größe. In den Würfeln sitzen Steine aus dem jeweiligen EU-Mitgliedsland, welche auf die Eigenheiten des Landes hinweisen sollen. Die Idee zum Gipfelkreuz, der Entwurf und die Ausführung sind an der HTL Wels in Zusammenarbeit von Schülern und Lehrern entstanden. Eine maßstabsgetreue Version dieses Gipfelkreuzes ist seit dem Jahr 2007 auch im Bergmuseum von Reinhold Messner im Schloss Sigmundskron bei Bozen in Südtirol ausgestellt.

## Anstieg und HTL Wels Klettersteig
Der Alberfeldkogel ist von der Bergstation der Seilbahn auf den Feuerkogel auf bequemen Wanderwegen in etwa 50 Minuten zu erreichen. 
Am 20. Mai 2011 wurde der HTL Wels Klettersteig durch den obersten Teil der Nordostkante des Alberfeldkogels eröffnet. Der Einstieg ist vom Wanderweg über einen kurzen Abstieg zu erreichen; der Steig endet direkt beim Gipfelkreuz. Der Klettersteig erreicht maximal den Schwierigkeitsgrad C.